# 13079 Toots
13079 Toots eller 1992 CD3 är en asteroid i huvudbältet som upptäcktes den 2 februari 1992 av den belgiske astronomen Eric W. Elst vid Haute-Provence-observatoriet. Den är uppkallad efter jazzmusikern Toots Thielemans.
Asteroiden har en diameter på ungefär 4 kilometer.